# Русские Ширданы
 Русские Ширданы  — деревня в Зеленодольском районе Татарстана. Входит в состав городского поселения Нижние Вязовые.

## География
Находится в западной части Татарстана на расстоянии приблизительно 8 км на юго-запад от районного центра города Зеленодольск в правобережной части района у речки Секерка.

## История
Основана во второй половине XVI века. В 1784 была построена Петропавловская церковь, в начале XX века работала церковно-приходская школа. Упоминалась также как Петропавловское и Ширданы.

## Население
Постоянных жителей было в 1782 году — 123 души мужского пола, в 1859—372, в 1897—419, в 1908—353, в 1920—327, в 1926—360, в 1938—388, в 1949—270, в 1958—202, в 1970—126, в 1979 — 79, в 1989 — 60. Постоянное население составляло 53 человека (русские 64 %, татары 28 %) в 2002 году, 32 в 2010.